# Блек-Гіллс

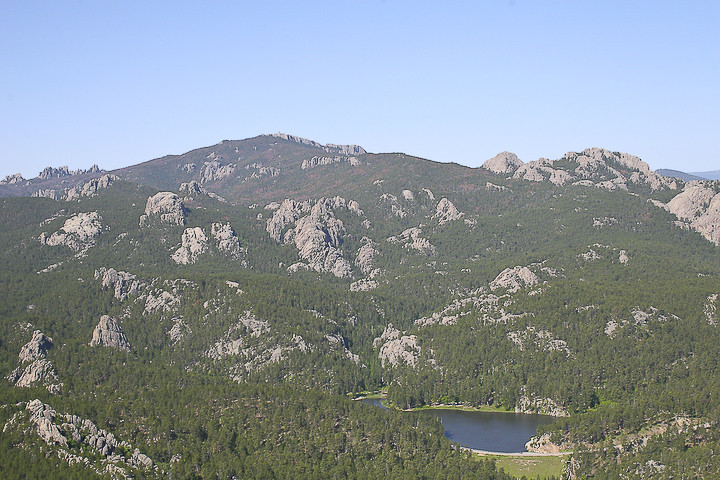
Блек-Гіллс, Південна Дакота

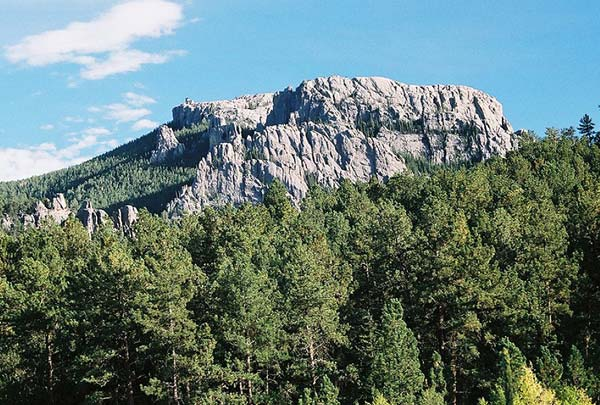
Гарні-Пік, найвища точка Блек-Гіллс

44° пн. ш. 104° зх. д. / 44° пн. ш. 104° зх. д.
Блек-Гіллс (англ. Black Hills — «Чорні пагорби», лакота-PaȞe Sápa, хідатса-Awaxaawi shiibisha, шеєн.-Moʼȯhta-voʼhonáaeva) — гірський масив, розташований у північній частині Великих рівнин на Середньому Заході США, в південно-західній частині штату Південна Дакота і північно-східній частині штату Вайомінг. Найвищою точкою масиву є гора Гарні-Пік (2208 м).
Назву Чорним пагорбам дали індіанці лакота, їхньою мовою Паха Сапа — Чорний Пагорб. Є святинею для індіанських народів лакота і шайєннів.
У 1874 році в результаті експедиції під керівництвом Джорджа Армстронга Кастера в Блек-Гіллс було виявлено золото, після чого уряд США, не зважаючи на раніше укладену з індіанцями угоду висунув ультиматум, за яким індіанці повинні були до 1 лютого 1876 року з'явитися в спеціальні агентства, до яких вони були приписані, для подальшого відправлення в резервації. Угода, знана як договір у форті Ларамі 1868 року визначала гори Блек-Гіллс як такі, що стають частиною резервацій і передаються у виключне користування індіанцям. Ультиматум призвів до Війни за Чорні пагорби.
23 липня 1980 року в справі США проти індіанців сіу, Верховний суд постановив, що Чорні Пагорби були захоплені незаконно і що за них повинна бути сплачена винагорода в розмірі початкової ціни плюс відсотки, на даний час — близько $757 млн. Представники лакота відмовився від такого врегулювання, оскільки вважають Чорні Пангорби своїми, а прийняття рішення суду дозволить уряду США виправдати незаконне володіння Блек-Гіллс.
В масиві знаходяться гора і меморіал Рашмор та Меморіал Несамовитого Коня. Також у районі Блек-Гіллс щорічно проходять літні збори мотоциклістів усього світу, відомі як мотоциклетне ралі в Стурджісі.